# كينتارو كاواساكي
كينتارو كاواساكي (باليابانية: 川崎 健太郎) (18 ديسمبر 1982 في أوساكا في اليابان – )؛ هو لاعب كرة قدم ياباني سابق كان يلعب كلاعب وسط.

## وصلات خارجية
- كينتارو كاواساكي على موقع رابطة كرة القدم اليابانية للمحترفين (اليابانية)
- كينتارو كاواساكي على موقع Soccerway.com (الإنجليزية)
- كينتارو كاواساكي على موقع عالم كرة القدم.نت (الإنجليزية)